# Giuseppe Malmusi

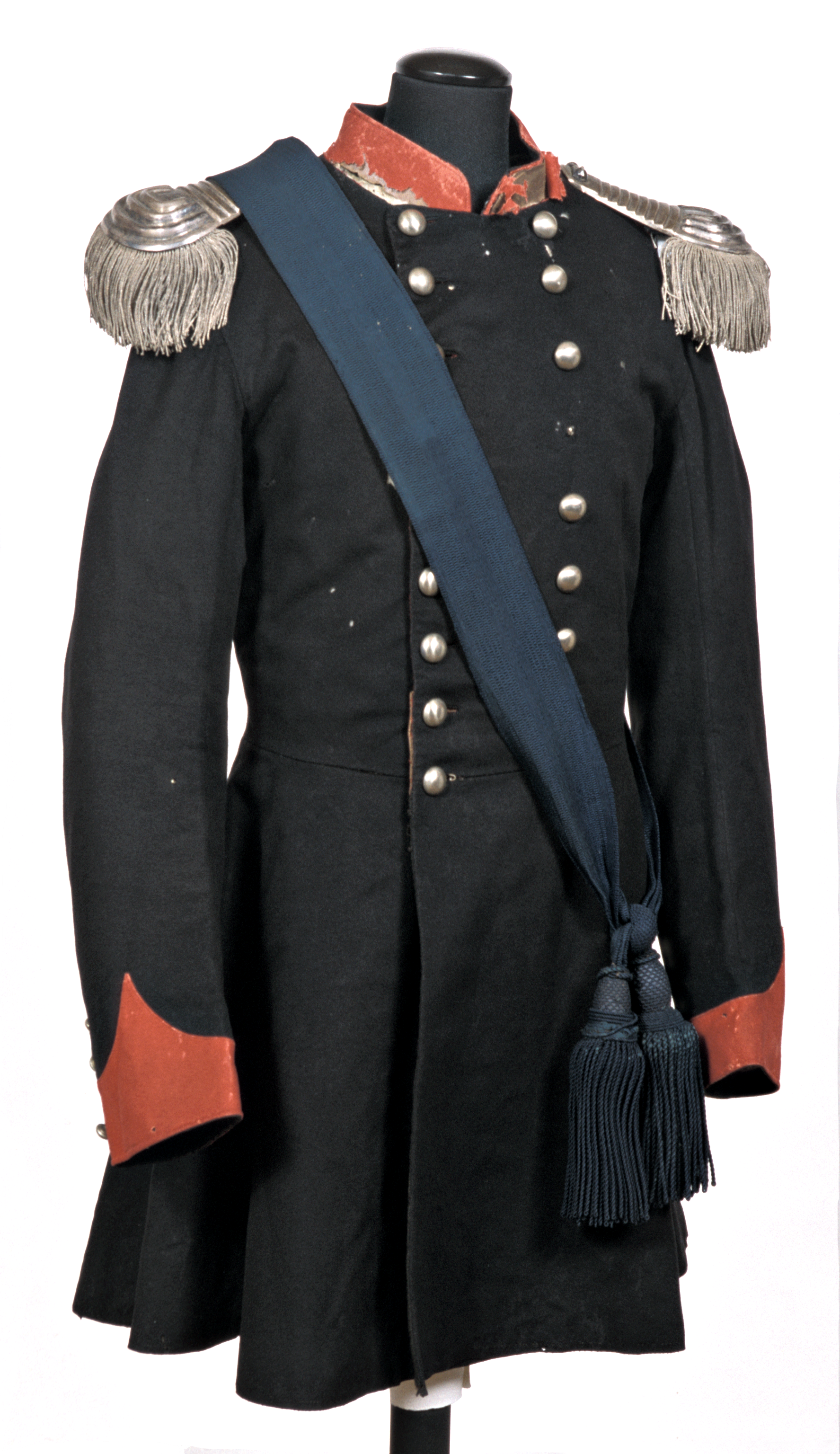
Manifattura emiliana, Uniforme della Guardia Civica appartenuta a Giuseppe Malmusi, 1848 ca, Raccolte del Museo del Risorgimento di Modena

Giuseppe Malmusi (Modena, 19 marzo 1803 – Modena, 27 febbraio 1865) è stato un politico e patriota italiano.

## Biografia
Nacque a Modena il 19 marzo 1803 da un'agiata famiglia borghese. Iscritto alla Facoltà di Giurisprudenza presso l'Università di Modena, si laureò nel 1825.
Nel 1826, grazie ad una concessione ducale, Malmusi si trasferì a Roma per perfezionare i suoi studi da avvocato. Qui entrò in contatto con il mondo della Carboneria e conobbe Giuseppe Andrea Cannonieri e Nicola Fabrizi. 
In gioventù partecipò ad un moto antipapale a Roma e, indicato tra i responsabili della rivolta, fuggì a Sabina. Allo scoppio del moto rivoluzionario che vide a capo Ciro Menotti Malmusi fu esiliato a Marsiglia. Soltanto nel 1838 riuscì a rientrare a Modena ma fu immediatamente intimato dalla polizia di abbandonare presto la città a causa di lettere compromettenti scambiate con Nicola Fabrizi.
Ritornato a Modena nel 1842 grazie al fratello, il letterato Carlo, nel 1848 fu acclamato capo del Governo Provvisorio. Dopo pochi mesi organizzò un'assemblea rappresentativa per decidere la forma del governo e emanare una serie di provvedimenti a favore della popolazione più sofferente come l'abolizione del testatico, la gratuità della scuola elementare, l'estensione dei diritti civili e politici agli ebrei. Tuttavia il governo dovette sciogliersi a causa delle incalzanti vicende e Malmusi si rifugiò a Torino, dove iniziò la carriera consolare, che abbandonò temporaneamente per contribuire all'annessione del Ducato di Modena e Reggio al nascente Regno d'Italia.
Morì a Modena il 27 febbraio 1865.